# Лауріано
Лауріано (італ. Lauriano, п'єм. Laurian) — муніципалітет в Італії, у регіоні П'ємонт,  метрополійне місто Турин.
Лауріано розташоване на відстані близько 520 км на північний захід від Рима, 26 км на північний схід від Турина.
Населення — 1464 особи (2014).
Щорічний фестиваль відбувається третьої неділі жовтня. Покровитель — San Benigno.

## Демографія
Населення за роками:

Станом на 1 січня 2023 року в муніципалітеті офіційно проживав 101 іноземець з 18 країн, серед них 47 громадян країн Євросоюзу.

## Сусідні муніципалітети
- Казальборгоне
- Каваньоло
- Монтеу-да-По
- Сан-Себастіано-да-По
- Тоненго
- Вероленго